# Blue Ridge Manor
Blue Ridge Manor és una població dels Estats Units a l'estat de Kentucky. Segons el cens del 2000 tenia 623 habitants.

## Demografia
Segons el cens del 2000, Blue Ridge Manor tenia 623 habitants, 308 habitatges, i 170 famílies. La densitat de població era de 1.266 habitants/km².
Dels 308 habitatges en un 16,6% hi vivien nens de menys de 18 anys, en un 48,1% hi vivien parelles casades, en un 6,5% dones solteres, i en un 44,5% no eren unitats familiars. En el 39,9% dels habitatges hi vivien persones soles el 18,2% de les quals corresponia a persones de 65 anys o més que vivien soles. El nombre mitjà de persones vivint en cada habitatge era de 2,02 i el nombre mitjà de persones que vivien en cada família era de 2,74.
Per edats la població es repartia de la següent manera: un 17,5% tenia menys de 18 anys, un 4% entre 18 i 24, un 24,4% entre 25 i 44, un 30,5% de 45 a 60 i un 23,6% 65 anys o més.
L'edat mediana era de 48 anys. Per cada 100 dones de 18 o més anys hi havia 67,4 homes.
La renda mediana per habitatge era de 45.583 $ i la renda mediana per família de 57.250 $. Els homes tenien una renda mediana de 34.219 $ mentre que les dones 38.750 $. La renda per capita de la població era de 28.915 $. Cap de les famílies i el 0,5% de la població estaven per davall del llindar de pobresa.

## Poblacions més properes
El següent diagrama mostra les poblacions més properes.